# Thomas John Kelly
Pour les articles homonymes, voir Kelly.
Thomas John Kelly, né le 6 février 1833 à Mountbellew (en) (comté de Galway) et mort le 5 février 1908 à New York, est un patriote irlandais. 

## Biographie
Kelly sert comme colonel durant la Guerre civile américaine. 
En 1867, lors de la rébellion des Fenians, il est un des chefs du groupe à Manchester (1867). Proclamé chef de l’État irlandais, il est emprisonné avec William Philip Allen et Timothy Deasy et condamné à mort. Il parvient à s'évader avec Deasy et s'exile alors aux États-Unis où il finit sa vie. 
Dans son roman sur la révolte des Fenians, Les Frères Kip, Jules Verne fait erreur en écrivant qu'il fut exécuté le 23 novembre 1867 à Manchester (partie 2, chapitre X). 